# Triatoma nigromaculata
Triatoma nigromaculata es un insecto heteróptero de la familia Reduviidae. Es hematófago y considerado un vector potencial de la enfermedad de Chagas. Es una especie generalmente selvática pues comúnmente vive en huecos de árboles y en nidos de vertebrados sobre los árboles, sin embargo también se le puede encontrar viviendo en domicilios humanos. 
Normalmente vive en bosques relativamente húmedos a elevadas alturas en regiones montañosas o laderas (entre 300 y 1700 m sobre el nivel del mar). Al igual que todos los miembros de la subfamilia Triatominae, T. nigromaculata es un insecto chupasangre (hematófago) y también un vector potencial de la enfermedad de Chagas. 
Este colorido insecto se encuentra principalmente en Venezuela (Aragua, Barinas, Bolívar, Cojedes, Delta Amacuro, Distrito Capital, Lara, Mérida, Monagas, Portuguesa, Sucre y Yaracuy), aunque recientemente algunos especímenes han sido localizados en Perú y Colombia (Cauca). 
Son muy pocos los estudios que se han realizado sobre la biología de T. nigromaculata. No obstante, el papel que este insecto pueda desempeñar como vector de la enfermedad de Chagas en poblados humanos geográficamente aislados por su ubicación en relieves montañosos, ha despertado algún interés.